# Prozessmaxime
Die Prozessmaximen (auch Prozessgrundsätze) bilden die Grundsätze des jeweiligen Verfahrensrechtes des Prozessrechts.
Je nach Verfahrensart greifen unterschiedliche Maximen. Diese bestimmen sich nach dem Telos (Verfahrenszweck) der behandelten Streitigkeit bzw. des unstreitigen Verfahrens. Rechtshistorisch sind die Prozessmaximen stets im Fluss gewesen. Es lassen sich folgende Prozessgrundsätze unterscheiden. Teilweise leiten sich die geltenden Prozessmaximen aus der Verfassung her.
Im Einzelnen lassen sich folgende Prozessgrundsätze einander gegenüberstellen (unter Angabe von Anwendungsbeispielen aus den geltenden deutschen Prozessordnungen):
| Phase des Prozesses | Grundsatz                                                                                              | Gegenbegriff |
| --- | --- | --- |
| Einigungsphase, Vermeidung des Prozesses                                                                                 | Verwaltungsangelegenheiten: Pflicht zu Vorverfahren; Zivile Streitigkeiten: § 15a EGZPO, Mahnverfahren | |
| Einleitungsphase, Beginn des Prozesses                                                                                   | Dispositionsmaxime = Verfügungsgrundsatz (Zivilprozess, Verwaltungsprozess)                            | Offizialmaxime (Strafprozess, Ausnahme: Privatklage); Legalitätsprinzip, Ausnahme: Opportunitätsprinzip                                              |
| Vorbereitungsphase, Sammlung des Prozessstoffes; (z. B. Strafprozess: Ermittlungsverfahren; Zivilprozess: § 272 ff. ZPO) | Verhandlungsgrundsatz = Beibringungsgrundsatz, formeller Wahrheitsbegriff (Zivilprozess)               | Amtsermittlungsgrundsatz, Inquisitionsmaxime = Untersuchungsgrundsatz; materieller Wahrheitsbegriff (Verwaltungsprozess, Strafprozess)               |
| Durchführungsphase, Verhandlung des Prozessstoffes                                                                       | Grundsatz der Öffentlichkeit (Zivilprozess, Strafprozess, Verwaltungsprozess)                          | Nichtöffentlichkeit (z. B. Strafprozess gegen Jugendliche, gewisse Familienstreitigkeiten (Vaterschaftsklage))                                       |
| Durchführungsphase, Verhandlung des Prozessstoffes                                                                       | Mündlichkeit, Grundsatz                                                                                | Schriftlichkeit, Ausnahme; (vor allem in (amtsgerichtlichen) Zivilprozessen praktisch die Regel)                                                     |
| Durchführungsphase, Verhandlung des Prozessstoffes                                                                       | Unmittelbarkeitsprinzip (z. B. § 309 ZPO)                                                              | Mittelbarkeit (Ein Zwang zur Unmittelbarkeit ist vor allem nicht in öffentlichen Verwaltungsangelegenheiten gegeben.)                                |
| Durchführungsphase, Verhandlung des Prozessstoffes                                                                       | Beschleunigungsgrundsatz der §§ 198 ff. GVG                                                            | |
| Überprüfungsphase, Fehlerkontrolle und -beseitigung                                                                      | Grundsatz der Gewährung rechtlichen Gehörs (sämtliche deutsche Prozessordnungen)                       | |
| Überprüfungsphase, Fehlerkontrolle und -beseitigung                                                                      | Recht auf den gesetzlichen Richter                                                                     | |
| Überprüfungsphase, Fehlerkontrolle und -beseitigung                                                                      | Recht auf ein faires Verfahren (Art. 6 Abs. 1 EMRK), Grundsatz der Waffengleichheit (Zivilprozess)     | |
| Umsetzungs- bzw. Vollstreckungsphase                                                                                     | | |
| Verschiedene Phasen | Objektivitätsprinzip der Staatsanwaltschaft, § 160 Abs. 2 StPO                                         | |
| Verschiedene Phasen | Amtsbetrieb                                                                                            | Parteibetrieb |
| Verschiedene Phasen | Akkusationsprinzip = Anklagegrundsatz                                                                  | Inquisitorischer Prozess = Einleitung und Durchführung des Verfahrens durch die gleiche Instanz                                                      |
| Verschiedene Phasen | Konzentrationsgrundsatz (sämtliche deutsche Prozessordnungen)                                          | |
| Verschiedene Phasen | kontradiktorisches Verfahren = streitiges Verfahren (Zivilprozess, Verwaltungsprozess)                 | unstreitiges Verfahren = Verfahren ohne Parteirollen (Strafprozess, Verfahren der freiwilligen Gerichtsbarkeit, Verfahren der Verfassungsbeschwerde) |